# Sveriges frisinnade ungdomsförbund
Sveriges frisinnade ungdomsförbund hette Sveriges första liberala politiska ungdomsförbund. Frisinnade ungdomsförbundet bildades hösten 1909 som ungdomsförbund till frisinnade landsföreningen. När moderpartiet splittrades 1923 ställde sig ungdomsförbundet neutralt mellan de båda liberala partierna, fram till hösten 1927 då förbundet slutligen upplöstes. År 1928 återbildades ett nytt förbund, med samma namn, som ungdomsförbund till frisinnade landsföreningen som förblivit det större av de båda liberala partierna. När moderpartierna återförenades 1934 under namnet folkpartiet gick Sveriges frisinnade ungdomsförbund ihop med Sveriges liberala ungdomsförbund och bildade folkpartiets ungdomsförbund, som 1990 bytte namn till Liberala ungdomsförbundet.
Ordföranden 1927-1934 var Werner Ödegård.